# Elimelekh de Lijensk
Elimelech de Lijensk ou Elimelech Weissblum de Lijensk (de Leżajsk), né en 1717 à Tykocin et mort le 11 mars 1786 à Leżajsk en Pologne, est un rabbin orthodoxe, l'un des premiers Hassid dans l'histoire, propagateur du hassidisme et figure importante du judaïsme polonais. Il est disciple et plus tard successeur de Maggid de Mezeritch, connu sous le nom du Maggid de Mezeritch (prédicateur de Mezeritch).
Sa tombe, à Leżajsk est un lieu de pèlerinage.

## Biographie
Né en 1717 à Tykocin en Pologne, Elimelech Weissblum est le troisième enfant de Mirel et d'Eliezer Lipmann. Il a trois frères connus : Nathan, futur doyen du tribunal rabbinique de Szczuczyn, Meshoulam, connu comme Reb Zoucha, et Avraham, dont on sait seulement qu’il habite la ville de Koenigsberg. Il a également deux sœurs : Ita et Elka. Elimelech Weissblum se marie avec Shprintze Weissblum, la fille de Rabbi Aharon Margules de Lwów et après la mort subite de celle-ci, il épouse Guittel, qui élève ses cinq enfants.
Dès leur plus jeune âge, les frères Elimelech et Meshoulam se consacrent à l'étude de la Torah selon la méthode de Isaac Louria. Ensuite, les deux hommes pieux, s'exilent de leur village, jeunent et se soumettent à des mortifications. Ils acquièrent rapidement la réputation des Haahim Hakedoshim, les saints frères. C'est à cette époque qu'ils rencontrent le Maggid de Mezeritch (prédicateur de Mezeritch), successeur du fondateur du mouvement hassidique Baal Shem Tov, dont ils deviennent disciples. Prédicateurs itinérants, durant la vie du Maggid, les deux frères voyagent de village en village et propagent l'enseignement hassidique.

## Leadership hassidique
Après la mort du Maggid de Mezeritch en 1772 , ses disciples se dispersent à travers la république des deux Nations, fédération de la couronne du royaume de Pologne et du grand-duché de Lituanie, chacun donnant sa propre interprétation du hassidisme. Rabbi Elimelech, considéré comme successeur du Maggid, s'installe à Leżajsk où il fonde le premier et le plus important centre de hassidisme en Pologne. Ascète et un modèle de conduite, Elimenech ancre dans le cœur de ses coreligionnaires la nécessité d’effectuer une repentance complète, leur enjoignant de se rapprocher de Dieu et à consacrer leur vie à l'étude et l'enseignement de la Torah.
Parmi ses disciples les plus connus on trouve Yisrael Hopsztajn, Yaakov Yitzhak Horowitz, Menachem Mendel, Klonimus Kalman Epstein (en), Naftali Tzvi de Ropshitz, Dawid Biderman.
Selon Rabbi Elimelech, le tsadik (un sage bon et droit, un juste) est l'homme vertueux dont la mission consiste à donner la vie à tous les mondes, par vertu de son âme divine. Il est capable d’éveiller des capacités latentes cachées au plus profond de l’âme d’un autre, permettant ainsi même à un pécheur de revenir à Dieu. La vision du rabbi Elimelech du rôle social et religieux du tsadik, comme élément central dans l'existence du hassid contribue à la formation des structures du mouvement hassidique.
Ses enseignements et sa vision idéologique du mouvement hassidique se trouvent exposés dans Noam Elimelech (La douceur d'Elimelech). Cet ouvrage rédigé par son fils, Rabbi Elazar paraît après le décès du rabbi Elimenech en 1787.
Un autre disciple du Maggid de Mezeritch, le rabbin Shneur Zalman de Liozna observe : "Mon ouvrage, le Tanya, est connu comme un Sefer shel Beinonim (ouvrage pour les Juifs). Mais le Noam Elimelech est un Sefer shel Tsadikim (ouvrage pour les Tsadiks)".

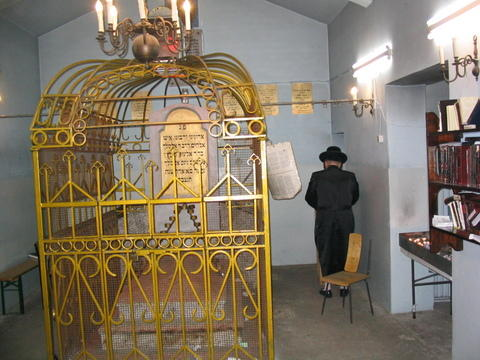
La tombe de Noam Elimelech, un meneur spirituel de l’Hassidisme de Lezajsk

Le premier successeur du rabbi Elimenech est Jehuda Lejb de Zaklików, mais très vite il cède la place au fils aîné d'Elimelech - Elazar (décédé le 14 juillet 1806).

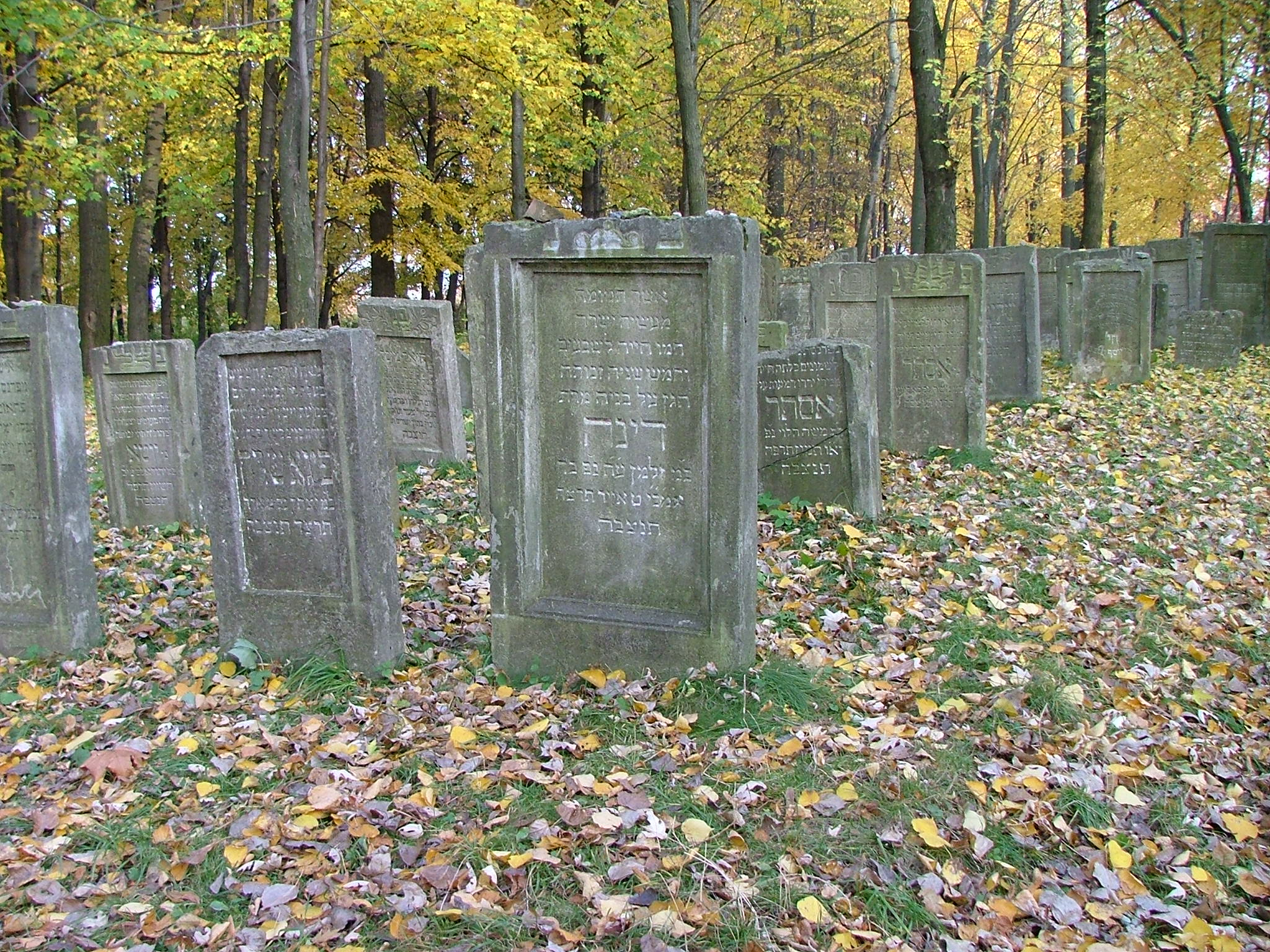
Kirkut (cimetière juif) à Leżajsk

## Postérité
Aujourd'hui, la tombe (ohel) du tsadik Elimelech à Leżajsk est un lieu de pèlerinage juif. Détruite pendant la guerre, elle a été rénovée à la fin des années 80 par la Fondation de la Famille Nissenbaum, dont l'objectif principal est de sauver les traces de la culture juive en Pologne. La tombe du célèbre tsadik est une maisonnette blanche posée en haut de la colline au milieu du cimetière juif. Elle est dotée de deux entrées : une pour les femmes et une pour les hommes et abrite la stèle mortuaire du sage rabbin et de son fils.
Elle est visitée par des milliers de fidèles du hassidisme, en particulier pour l'anniversaire de sa mort, le 21 Adar. Les pèlerins laissent sur sa tombe des kvitels, de petites notes avec des demandes que le tsadik doit transmettre à Dieu.

### Descendance
Rabbi Elimelekh a eu cinq enfants de Shprintza : Elazar, Eliezer Lipa, Yaacov, Mirish, Esther - Ethel.

### Disciples
Les disciples d'Elimelekh deviennent aussi des Rebbes. Les plus connus sont :
- son fils, Elazar Weisblum  (1742 - 1806);
- Yisrael Hopsztajn connu sous le nom du Maggid de Kozienice (1737-1814);
- Yaakov Yitzhak Horowitz connu sous le nom du Hozeh de Lublin (1745-1815);
- Menachem Mendel de Rymanów (1745-1815);
- Klonimus Kalman Epstein (en)de Cracovie (1753-1823), l'auteur du Maor Vashamesh (מאור ושמש) ;
- Naftali Tzvi de Ropshitz de Ropczyce (1760-1827);
- Avraham Yehoshua Heshel (en) de Opatów, connu sous le nom du Rabbi d'Apt (1748-1825);
- Dawid Biderman de Lelów (1746 -1814);